# The Game (Rapper)/Diskografie
Diese Diskografie ist eine Übersicht über die musikalischen Werke des US-amerikanischen Rappers The Game. Den Schallplattenauszeichnungen zufolge hat er bisher mehr als 11,5 Millionen Tonträger verkauft, davon alleine in seiner Heimat über 6,5 Millionen. Seine erfolgreichste Veröffentlichung ist die Single Hate It or Love It mit mehr als 3,7 Millionen verkauften Einheiten.

## Alben

### Studioalben
| Jahr | Titel Musiklabel                                           | Höchstplatzierung, Gesamtwochen, AuszeichnungChartplatzierungen (Jahr, Titel, Musiklabel, Platzierungen, Wochen, Auszeichnungen, Anmerkungen) | Höchstplatzierung, Gesamtwochen, AuszeichnungChartplatzierungen (Jahr, Titel, Musiklabel, Platzierungen, Wochen, Auszeichnungen, Anmerkungen) | Höchstplatzierung, Gesamtwochen, AuszeichnungChartplatzierungen (Jahr, Titel, Musiklabel, Platzierungen, Wochen, Auszeichnungen, Anmerkungen) | Höchstplatzierung, Gesamtwochen, AuszeichnungChartplatzierungen (Jahr, Titel, Musiklabel, Platzierungen, Wochen, Auszeichnungen, Anmerkungen) | Höchstplatzierung, Gesamtwochen, AuszeichnungChartplatzierungen (Jahr, Titel, Musiklabel, Platzierungen, Wochen, Auszeichnungen, Anmerkungen) | Anmerkungen                                                 |
| Jahr | Titel Musiklabel                                           | DE | AT | CH | UK | US | Anmerkungen                                                 |
| ---- | ---------------------------------------------------------- | --- | --- | --- | --- | --- | ----------------------------------------------------------- |
| 2005 | The Documentary Aftermath / G-Unit / Interscope            | DE11 Gold · (25 Wo.)DE | AT44 (7 Wo.)AT | CH8 (16 Wo.)CH | UK7 Platin · (36 Wo.)UK | US1 ×2Doppelplatin · (35 Wo.)US | Erstveröffentlichung: 18. Januar 2005 Verkäufe: + 2.615.000 |
| 2006 | Doctor’s Advocate Geffen / Interscope                      | DE29 (2 Wo.)DE | AT46 (1 Wo.)AT | CH15 (7 Wo.)CH | UK21 Gold · (11 Wo.)UK | US1 (20 Wo.)US | Erstveröffentlichung: 14. November 2006 Verkäufe: + 107.500 |
| 2008 | LAX Geffen / Interscope                                    | DE33 (2 Wo.)DE | AT29 (3 Wo.)AT | CH8 (8 Wo.)CH | UK9 Silber · (8 Wo.)UK | US2 (28 Wo.)US | Erstveröffentlichung: 22. August 2008 Verkäufe: + 60.000    |
| 2011 | The R.E.D. Album DGC / Interscope                          | DE22 (2 Wo.)DE | AT39 (2 Wo.)AT | CH7 (6 Wo.)CH | UK14 (4 Wo.)UK | US1 (11 Wo.)US | Erstveröffentlichung: 19. August 2011                       |
| 2012 | Jesus Piece DGC / Interscope                               | — | — | — | UK76 (1 Wo.)UK | US6 (15 Wo.)US | Erstveröffentlichung: 10. Dezember 2012                     |
| 2015 | The Documentary 2 eOne Music / Blood Money Entertainment   | DE22 (2 Wo.)DE | AT32 (1 Wo.)AT | CH9 (3 Wo.)CH | UK4 (3 Wo.)UK | US2 (8 Wo.)US | Erstveröffentlichung: 9. Oktober 2015                       |
| 2015 | The Documentary 2.5 eOne Music / Blood Money Entertainment | DE45 (1 Wo.)DE | — | CH20 (2 Wo.)CH | UK23 (1 Wo.)UK | US6 (5 Wo.)US | Erstveröffentlichung: 16. Oktober 2015                      |
| 2016 | 1992 eOne Music                                            | DE91 (1 Wo.)DE | — | CH45 (1 Wo.)CH | UK38 (1 Wo.)UK | US4 (4 Wo.)US | Erstveröffentlichung: 14. Oktober 2016                      |
| 2019 | Born 2 Rap eOne Music                                      | — | — | CH66 (1 Wo.)CH | — | US19 (2 Wo.)US | Erstveröffentlichung: 29. November 2019                     |
| 2022 | Drillmatic – Heart vs. Mind MNRK Music Group               | — | — | CH58 (1 Wo.)CH | UK61 (1 Wo.)UK | US12 (2 Wo.)US | Erstveröffentlichung: 12. August 2022                       |

### Kompilationen
| Jahr | Titel Musiklabel                                                                     | Höchstplatzierung, Gesamtwochen, AuszeichnungChartplatzierungen (Jahr, Titel, Musiklabel, Platzierungen, Wochen, Auszeichnungen, Anmerkungen) | Höchstplatzierung, Gesamtwochen, AuszeichnungChartplatzierungen (Jahr, Titel, Musiklabel, Platzierungen, Wochen, Auszeichnungen, Anmerkungen) | Höchstplatzierung, Gesamtwochen, AuszeichnungChartplatzierungen (Jahr, Titel, Musiklabel, Platzierungen, Wochen, Auszeichnungen, Anmerkungen) | Höchstplatzierung, Gesamtwochen, AuszeichnungChartplatzierungen (Jahr, Titel, Musiklabel, Platzierungen, Wochen, Auszeichnungen, Anmerkungen) | Höchstplatzierung, Gesamtwochen, AuszeichnungChartplatzierungen (Jahr, Titel, Musiklabel, Platzierungen, Wochen, Auszeichnungen, Anmerkungen) | Anmerkungen                            |
| Jahr | Titel Musiklabel                                                                     | DE | AT | CH | UK | US | Anmerkungen                            |
| ---- | ------------------------------------------------------------------------------------ | --- | --- | --- | --- | --- | -------------------------------------- |
| 2014 | Blood Moon: Year of the Wolf eOne Music / Blood Money Entertainment                  | DE47 (1 Wo.)DE | AT71 (1 Wo.)AT | CH36 (1 Wo.)CH | UK60 (1 Wo.)UK | US7 (5 Wo.)US | Erstveröffentlichung: 14. Oktober 2014 |
| 2016 | The Documentary 2 / 2.5 (Collector’s Edition) eOne Music / Blood Money Entertainment | — | — | — | — | US134 (1 Wo.)US | Erstveröffentlichung: 22. Januar 2016  |

### Mixtapes
- 2003: You Know What It Is Vol. 1
- 2004: You Know What It Is Vol. 2: Throwin Rocks at the Throne
- 2005: You Know What It Is Vol. 3
- 2005: Ghost Unit
- 2006: Stop Snitchin, Stop Lyin
- 2006: The Black Wall Street Journal Vol. 1
- 2007: Born In The Bay
- 2007: You Know What It Is Vol. 4: Murda Game Chronicles
- 2007: Black Wall Street Radio, Vol. 1
- 2007: Black Wall Street Radio, Vol. 2
- 2008: Black Wall Street Radio, Vol. 3
- 2008: Black Wall Street Radio, Vol. 4
- 2008: Black Wall Street Radio, Vol. 5
- 2009: Black Wall Street Radio, Vol. 6
- 2010: The Redroom
- 2010: Brake Lights
- 2011: Purp & Patron
- 2011: Purp & Patron: The Hangover
- 2011: Hoodmorning (no typo): Condoms & Candy Coronas
- 2012: California Republic
- 2013: OKE

### Soundtracks
| Jahr | Titel Musiklabel              | Höchstplatzierung, Gesamtwochen, AuszeichnungChartplatzierungen (Jahr, Titel, Musiklabel, Platzierungen, Wochen, Auszeichnungen, Anmerkungen) | Höchstplatzierung, Gesamtwochen, AuszeichnungChartplatzierungen (Jahr, Titel, Musiklabel, Platzierungen, Wochen, Auszeichnungen, Anmerkungen) | Höchstplatzierung, Gesamtwochen, AuszeichnungChartplatzierungen (Jahr, Titel, Musiklabel, Platzierungen, Wochen, Auszeichnungen, Anmerkungen) | Höchstplatzierung, Gesamtwochen, AuszeichnungChartplatzierungen (Jahr, Titel, Musiklabel, Platzierungen, Wochen, Auszeichnungen, Anmerkungen) | Höchstplatzierung, Gesamtwochen, AuszeichnungChartplatzierungen (Jahr, Titel, Musiklabel, Platzierungen, Wochen, Auszeichnungen, Anmerkungen) | Anmerkungen                         |
| Jahr | Titel Musiklabel              | DE | AT | CH | UK | US | Anmerkungen                         |
| ---- | ----------------------------- | --- | --- | --- | --- | --- | ----------------------------------- |
| 2016 | Streets of Compton eOne Music | — | — | CH63 (1 Wo.)CH | — | US25 (1 Wo.)US | Erstveröffentlichung: 17. Juni 2016 |

Weitere Soundtracks
- 2016: Block Wars

### Inoffizielle Alben
Wurden ohne Einfluss von The Game veröffentlicht und sind Zusammenstellungen alter Aufnahmen
| Jahr | Titel Musiklabel                                    | Höchstplatzierung, Gesamtwochen, AuszeichnungChartplatzierungen (Jahr, Titel, Musiklabel, Platzierungen, Wochen, Auszeichnungen, Anmerkungen) | Höchstplatzierung, Gesamtwochen, AuszeichnungChartplatzierungen (Jahr, Titel, Musiklabel, Platzierungen, Wochen, Auszeichnungen, Anmerkungen) | Höchstplatzierung, Gesamtwochen, AuszeichnungChartplatzierungen (Jahr, Titel, Musiklabel, Platzierungen, Wochen, Auszeichnungen, Anmerkungen) | Höchstplatzierung, Gesamtwochen, AuszeichnungChartplatzierungen (Jahr, Titel, Musiklabel, Platzierungen, Wochen, Auszeichnungen, Anmerkungen) | Höchstplatzierung, Gesamtwochen, AuszeichnungChartplatzierungen (Jahr, Titel, Musiklabel, Platzierungen, Wochen, Auszeichnungen, Anmerkungen) | Anmerkungen                           |
| Jahr | Titel Musiklabel                                    | DE | AT | CH | UK | US | Anmerkungen                           |
| ---- | --------------------------------------------------- | --- | --- | --- | --- | --- | ------------------------------------- |
| 2004 | Untold Story Get Low Recordz / Fast Life            | — | — | — | — | US146 (3 Wo.)US | Erstveröffentlichung: 5. Oktober 2004 |
| 2005 | West Coast Resurrection Get Low Recordz / Fast Life | — | — | — | — | US53 (3 Wo.)US | Erstveröffentlichung: 29. März 2005   |
| 2005 | Untold Story, Vol. 2 Get Low Recordz / Fast Life    | — | — | — | — | US61 (2 Wo.)US | Erstveröffentlichung: 26. Juli 2005   |
| 2006 | G.A.M.E. Get Low Recordz / Fast Life                | — | — | — | — | US151 (1 Wo.)US | Erstveröffentlichung: 21. März 2006   |

## Singles

### Als Leadmusiker
| Jahr | Titel Album                               | Höchstplatzierung, Gesamtwochen, AuszeichnungChartplatzierungen (Jahr, Titel, Album, Platzierungen, Wochen, Auszeichnungen, Anmerkungen) | Höchstplatzierung, Gesamtwochen, AuszeichnungChartplatzierungen (Jahr, Titel, Album, Platzierungen, Wochen, Auszeichnungen, Anmerkungen) | Höchstplatzierung, Gesamtwochen, AuszeichnungChartplatzierungen (Jahr, Titel, Album, Platzierungen, Wochen, Auszeichnungen, Anmerkungen) | Höchstplatzierung, Gesamtwochen, AuszeichnungChartplatzierungen (Jahr, Titel, Album, Platzierungen, Wochen, Auszeichnungen, Anmerkungen) | Höchstplatzierung, Gesamtwochen, AuszeichnungChartplatzierungen (Jahr, Titel, Album, Platzierungen, Wochen, Auszeichnungen, Anmerkungen) | Anmerkungen                                                                               |
| Jahr | Titel Album                               | DE | AT | CH | UK | US | Anmerkungen                                                                               |
| ---- | ----------------------------------------- | --- | --- | --- | --- | --- | ----------------------------------------------------------------------------------------- |
| 2004 | Westside Story The Documentary            | — | — | — | — | US93 (4 Wo.)US | Erstveröffentlichung: 7. September 2004 feat. 50 Cent                                     |
| 2004 | How We Do The Documentary                 | DE9 Platin · (16 Wo.)DE | AT18 (19 Wo.)AT | CH8 (23 Wo.)CH | UK5 Platin · (16 Wo.)UK | US4 Gold + Gold (Mastertone) · (28 Wo.)US                                                                                                | Erstveröffentlichung: 23. November 2004 feat. 50 Cent Verkäufe: + 2.065.000               |
| 2005 | Hate It or Love It The Documentary        | DE14 Platin · (13 Wo.)DE | AT23 (14 Wo.)AT | CH12 (32 Wo.)CH | UK4 ×3Dreifachplatin · (24 Wo.)UK | US2 Platin · (23 Wo.)US | Erstveröffentlichung: 28. Januar 2005 feat. 50 Cent Verkäufe: + 3.730.000                 |
| 2005 | Dreams The Documentary                    | DE71 (6 Wo.)DE | — | CH40 (8 Wo.)CH | UK8 Silber · (11 Wo.)UK | US32 (13 Wo.)US | Erstveröffentlichung: 7. Juni 2005 Verkäufe: + 200.000                                    |
| 2005 | Put You on the Game The Documentary       | — | — | — | UK46 (4 Wo.)UK | — | Erstveröffentlichung: 30. August 2005                                                     |
| 2006 | It’s Okay (One Blood) Doctor’s Advocate   | DE41 (8 Wo.)DE | AT68 (2 Wo.)AT | — | UK26 (9 Wo.)UK | US71 (15 Wo.)US | Erstveröffentlichung: 24. Juli 2006 feat. Junior Reid                                     |
| 2006 | Let’s Ride (Strip Club) Doctor’s Advocate | DE74 (4 Wo.)DE | — | CH79 (2 Wo.)CH | UK42 (4 Wo.)UK | US46 (5 Wo.)US | Erstveröffentlichung: 25. September 2006                                                  |
| 2007 | Wouldn’t Get Far Doctor’s Advocate        | — | — | — | — | US64 (9 Wo.)US | Erstveröffentlichung: 5. Januar 2007 feat. Kanye West                                     |
| 2008 | Game’s Pain LAX                           | — | — | — | — | US75 (7 Wo.)US | Erstveröffentlichung: 29. April 2008 feat. Keyshia Cole                                   |
| 2008 | My Life LAX                               | — | — | CH49 (6 Wo.)CH | UK34 (10 Wo.)UK | US21 (20 Wo.)US | Erstveröffentlichung: 22. Juli 2008 feat. Lil Wayne                                       |
| 2009 | Camera Phone LAX                          | — | — | — | UK48 (3 Wo.)UK | — | Erstveröffentlichung: 12. Januar 2009 feat. Ne-Yo                                         |
| 2011 | Red Nation The R.E.D. Album               | — | — | — | — | US62 (1 Wo.)US | Erstveröffentlichung: 12. April 2011 feat. Lil Wayne                                      |
| 2011 | Pot of Gold The R.E.D. Album              | — | — | CH72 (1 Wo.)CH | UK58 (4 Wo.)UK | — | Erstveröffentlichung: 28. Juni 2011 feat. Chris Brown                                     |
| 2011 | Martians vs. Goblins The R.E.D. Album     | — | — | — | — | US100 (1 Wo.)US | Erstveröffentlichung: 20. Dezember 2011 feat. Lil Wayne & Tyler, the Creator              |
| 2012 | Celebration Jesus Piece                   | — | — | — | — | US81 (12 Wo.)US | Erstveröffentlichung: 18. September 2012 feat. Chris Brown, Tyga, Lil Wayne & Wiz Khalifa |
| 2015 | 100 The Documentary 2                     | — | — | — | — | US82 Platin · (10 Wo.)US | Erstveröffentlichung: 31. Juli 2015 feat. Drake Verkäufe: + 1.000.000                     |
| 2016 | All Eyez 1992                             | — | — | — | — | US79 Gold · (5 Wo.)US | Erstveröffentlichung: 20. Juni 2016 feat. Jeremih Verkäufe: + 530.000                     |
| 2022 | Eazy Drillmatic – Heart vs. Mind          | — | — | CH63 (1 Wo.)CH | UK32 (3 Wo.)UK | US49 (3 Wo.)US | Erstveröffentlichung: 15. Januar 2022 mit Kanye West                                      |

Weitere Singles
- 2008: Dope Boys (feat. Travis Barker)
- 2009: Better on the Other Side (mit Chris Brown, Boyz II Men, Mario Winans, Diddy, Polow da Don und DJ Khalil)
- 2013: All That (Lady) (feat. Lil Wayne, Big Sean, Fabolous & Jeremih)
- 2014: T.H.O.T. (feat. Problem, Huddy & Bad Lucc)
- 2014: Bigger Than Me
- 2014: Or Nah (feat. Problem, Too Short, Eric Bellinger & AV)
- 2014: Don’t Shoot (feat. Rick Ross, 2 Chainz, Diddy, Fabolous, Wale, DJ Khaled, Swizz Beatz, Yo Gotti, Curren$y, Problem, King Pharaoh & TGT)
- 2015: El Chapo (feat. Skrillex, US: Gold)
- 2018: Down to Fuck (feat. Jeremih, Ty Dolla Sign & YG)
- 2019: West Side

### Als Gastmusiker
| Jahr | Titel Album                                 | Höchstplatzierung, Gesamtwochen, AuszeichnungChartplatzierungen (Jahr, Titel, Album, Platzierungen, Wochen, Auszeichnungen, Anmerkungen) | Höchstplatzierung, Gesamtwochen, AuszeichnungChartplatzierungen (Jahr, Titel, Album, Platzierungen, Wochen, Auszeichnungen, Anmerkungen) | Höchstplatzierung, Gesamtwochen, AuszeichnungChartplatzierungen (Jahr, Titel, Album, Platzierungen, Wochen, Auszeichnungen, Anmerkungen) | Höchstplatzierung, Gesamtwochen, AuszeichnungChartplatzierungen (Jahr, Titel, Album, Platzierungen, Wochen, Auszeichnungen, Anmerkungen) | Höchstplatzierung, Gesamtwochen, AuszeichnungChartplatzierungen (Jahr, Titel, Album, Platzierungen, Wochen, Auszeichnungen, Anmerkungen) | Anmerkungen                                                       |
| Jahr | Titel Album                                 | DE | AT | CH | UK | US | Anmerkungen                                                       |
| --- | ------------------------------------------- | --- | --- | --- | --- | --- | ----------------------------------------------------------------- |
| 2005 | Playa’s Only TP-3: Reloaded                 | DE35 (9 Wo.)DE | — | CH28 (11 Wo.)CH | UK33 (3 Wo.)UK | US65 (7 Wo.)US | Erstveröffentlichung: 14. Juni 2005 R. Kelly feat. The Game       |
| 2018 | Nurmagomedow Nurmagomedow EP / Torremolinos | DE33 (1 Wo.)DE | AT41 (1 Wo.)AT | CH51 (1 Wo.)CH | — | — | Erstveröffentlichung: 23. November 2018 Farid Bang feat. The Game |
| Folgende Lieder erschienen nicht als Single, wurden aber durch das Album zum Download und Streaming bereitgestellt und konnten somit eine Platzierung erlangen: |                                             | | | | | |                                                                   |
| |                                             | | | | | |                                                                   |
| 2014 | Rolex Daytona King                          | DE95 (1 Wo.)DE | — | — | — | — | Charteinstieg 23. Mai 2014 Kollegah feat. The Game                |

Weitere Gastbeiträge
- 2008: Make the World Go Round (Nas feat. Chris Brown & The Game)
- 2008: The Future (Joe Budden feat. The Game)
- 2011: Trunk Music (Strong Arm Steady feat. The Game)
- 2011: Can a Drummer Get Some? (Travis Barker feat. Lil Wayne, The Game & Swizz Beatz)
- 2011: I’m Not a Gangsta (Lights Over Paris feat. DJ Mustard, The Game, Ty Dolla Sign & Y/G Low)
- 2012: Lehhhgooo (N.O.R.E. feat. Busta Rhymes & The Game)
- 2012: Lost Angels (R-Mean feat. The Game)
- 2012: Do It All (Joe Young feat. Rick Ross & The Game)
- 2013: Switch Lanes (Tyga feat. The Game) (US: Gold)
- 2014: Awkward (Eric Bellinger feat. The Game)
- 2014: Power of the Dollar (Franc Grams feat. The Game)
- 2017: Don’t Say Nothin’ (Dr. Maleek feat. Tory Lanez & The Game)
- 2019: See You Fail (J Stone feat. The Game)
- 2022: Black Maybach (Seyed feat. The Game)

## Videoalben
- 2006: Stop Snitchin, Stop Lyin
- 2007: Life After the Math

## Sonderveröffentlichungen
Gastbeiträge
- 2004: The Hunger for More von Lloyd Banks
- 2005: Duets – The Final Chapter von The Notorious B.I.G.
- 2005: Late Registration von Kanye West
- 2005: Street Status von Stat Quo
- 2005: The Massacre von 50 Cent
- 2005: The Naked Truth von Lil’ Kim
- 2005: TP.3 Reloaded von R. Kelly
- 2005: Unpredictable von Jamie Foxx
- 2005: Mozez von Raptile
- 2006: Hi-Teknology 2 von Hi-Tek
- 2006: Me, Myself & I von Fat Joe
- 2006: Full Circle von Xzibit
- 2006: The Blue Carpet Treatment von Snoop Dogg
- 2006: Hip Hop Is Dead von Nas
- 2007: Hustlenomics von Yung Joc
- 2007: Guilty by Affiliation von WC
- 2007: Dogg Chit von Tha Dogg Pound
- 2008: Raw Footage von Ice Cube
- 2008: Theater of the Mind von Ludacris
- 2013: Napalm von Xzibit
- 2015: Compton: A Soundtrack by Dr. Dre von Dr. Dre

## Statistik

### Chartauswertung
|                     | DE    | AT    | CH     | UK     | US     |
| ------------------- | ----- | ----- | ------ | ------ | ------ |
| Nummer-eins-Alben   | DE—DE | AT—AT | CH—CH  | UK—UK  | US3US  |
| Top-10-Alben        | DE—DE | AT—AT | CH4CH  | UK3UK  | US9US  |
| Alben in den Charts | DE8DE | AT6AT | CH10CH | UK10UK | US17US |

|                       | DE    | AT    | CH    | UK     | US     |
| --------------------- | ----- | ----- | ----- | ------ | ------ |
| Nummer-eins-Singles   | DE—DE | AT—AT | CH—CH | UK—UK  | US—US  |
| Top-10-Singles        | DE1DE | AT—AT | CH1CH | UK3UK  | US2US  |
| Singles in den Charts | DE8DE | AT4AT | CH9CH | UK11UK | US16US |

### Auszeichnungen für Musikverkäufe
| Silberne Schallplatte - Vereinigtes Königreich - 2024: für das Lied Ali Bomaye Goldene Schallplatte - Australien - 2006: für das Album The Documentary - Brasilien - 2024: für die Single How We Do - Dänemark - 2022: für die Single How We Do - Irland - 2007: für das Videoalbum Stop Snitchin, Stop Lyin - Neuseeland - 2007: für das Album Doctor’s Advocate - Spanien - 2024: für die Single Hate It or Love It | Platin-Schallplatte - Dänemark - 2020: für das Album The Documentary - 2022: für die Single Hate It or Love It - Griechenland - 2023: für die Single Hate It or Love It - Irland - 2005: für das Album The Documentary - 2006: für das Album Stop Snitchin, Stop Lyin - Italien - 2024: für die Single Hate It or Love It - Kanada - 2005: für das Album The Documentary - Neuseeland - 2022: für die Single El Chapo - 2024: für die Single All Eyez | 3× Platin-Schallplatte - Australien - 2022: für die Single Hate It or Love It - Neuseeland - 2025: für das Album The Documentary - 2025: für die Single How We Do 6× Platin-Schallplatte - Neuseeland - 2025: für die Single Hate It or Love It |

Anmerkung: Auszeichnungen in Ländern aus den Charttabellen bzw. Chartboxen sind in ebendiesen zu finden.
| Land/RegionAuszeichnungen für Musikverkäufe (Land/Region, Auszeichnungen, Verkäufe, Quellen) | Silber     | Gold       | Platin       | Verkäufe  | Quellen              |
| -------------------------------------------------------------------------------------------- | ---------- | ---------- | ------------ | --------- | -------------------- |
| Australien (ARIA)                                                                            | —          | Gold1      | 3× Platin3   | 245.000   | aria.com.au          |
| Brasilien (PMB)                                                                              | —          | Gold1      | —            | 30.000    | pro-musicabr.org.br  |
| Dänemark (IFPI)                                                                              | —          | Gold1      | 2× Platin2   | 155.000   | ifpi.dk              |
| Deutschland (BVMI)                                                                           | —          | Gold1      | 2× Platin2   | 700.000   | musikindustrie.de    |
| Griechenland (IFPI)                                                                          | —          | —          | Platin1      | 20.000    | Einzelnachweise      |
| Irland (IRMA)                                                                                | —          | Gold1      | 2× Platin2   | 32.000    | irishcharts.ie       |
| Italien (FIMI)                                                                               | —          | —          | Platin1      | 100.000   | fimi.it              |
| Kanada (MC)                                                                                  | —          | —          | Platin1      | 100.000   | musiccanada.com      |
| Neuseeland (RMNZ)                                                                            | —          | Gold1      | 14× Platin14 | 382.500   | radioscope.co.nz NZ2 |
| Spanien (Promusicae)                                                                         | —          | Gold1      | —            | 30.000    | elportaldemusica.es  |
| Vereinigte Staaten (RIAA)                                                                    | —          | 5× Gold5   | 4× Platin4   | 6.500.000 | riaa.com             |
| Vereinigtes Königreich (BPI)                                                                 | 3× Silber3 | Gold1      | 5× Platin5   | 3.260.000 | bpi.co.uk            |
| Insgesamt                                                                                    | 3× Silber3 | 13× Gold13 | 35× Platin35 |           |                      |